# 23190 Klages-Mundt
23190 Klages-Mundt là một tiểu hành tinh vành đai chính với chu kỳ quỹ đạo là 1462.5501838 ngày (4.00 năm).
Nó được phát hiện ngày 24 tháng 8 năm 2000.